# Vivekacūḍāmaṇi
Il Vivekacūḍāmaṇi (lett. Il grande gioiello della discriminazione) è un trattato filosofico-spirituale attribuito a Śaṅkara, antico filosofo indiano, uno dei principali esponenti della scuola induista della non-dualità.
Vi vengono esposti i princìpi fondanti dell'Advaita Vedānta: si susseguono tematiche relative a religione, spiritualità, metafisica, filosofia, con lo scopo di aiutare l'individuo a liberarsi (attraverso l'uso della discriminazione) dall'illusione, considerata la fonte della dualità e quindi di tutte le sofferenze.

## Forma e contenuti
Questo testo consiste di 580 versi (sūtra) in sanscrito e, contrariamente alle altre scritture induiste, non è diviso in sezioni o capitoli. La particolarità del Vivekacūḍāmaṇi consiste nel fatto che (in modo analogo alla Bhagavad Gītā) esso è narrato sotto forma di dialogo tra maestro e discepolo: il primo espone gli insegnamenti e risponde alle domande del secondo, il quale, grazie alle parole del precettore, alla fine del dialogo realizza la propria identità con Ātman e Brahman. I concetti sono esposti in modo diretto, lucido e incisivo, e comprendono una serie di soggetti che vanno dalla preparazione di sé, all'imparare a discernere il reale dal non-reale, al controllare la propria personalità al fine di liberarsi, alla finale unione con l'Uno.

### Lode di apertura
Il Vivekacūḍāmaṇi si apre con un inno di lode e reverenza:
(Vivekacūḍāmaṇi, sutra 1)
Non è chiaro se Govinda si riferisca al nome del maestro o allo stesso Dio, ma ciò non riveste molta importanza, in quanto nella tradizione induista il guru è considerato una incarnazione divina (le Upaniṣad dichiarano: Ācāryadevo bhava, ossia "considera il maestro come Dio"). È interessante notare come l'Advaita Vedānta, pur focalizzandosi sul Brahman, ossia la radice metafisica ed impersonale di Dio, attribuisca molta importanza al Suo aspetto personale (detto genericamente Īśvara), in quanto si ritiene che la liberazione in questo mondo duale sia ottenibile sotto la grazia del Signore, il quale la concede all'aspirante spirituale (sādhaka) spesso sotto le sembianze del guru.

### Avvertenza
Fin dai primi sūtra del libro, Śaṅkara avverte il lettore che in esso non troverà nulla di "consolante" poiché l'Advaita Vedānta non è una religione che offra conforto e sicurezza psicologica ad individui insicuri; essa al contrario mira ad affrancare l'individuo da qualunque tipo di sostegno, ed alla luce di questo, la lettura del Vivekacūḍāmaṇi può risultare destabilizzante e pericolosa se il lettore non è spiritualmente maturo per accettare e comprendere le verità in esso contenute.

### Insegnamento di base
Secondo il Vivekacūḍāmaṇi, la realtà ultima è costituita da Brahman, l'aspetto impersonale di Dio, senza attributi, eternamente beato e consapevole di Sé (Sathchitananda), il substrato metafisico di tutto ciò che esiste. La manifestazione non è altro che una proiezione della mente, una illusione che paradossalmente al tempo stesso è e non è, in quanto, se da un punto di vista prettamente metafisico essa non esiste, da un punto di vista empirico il potere creativo della mente la rende esperibile, genera la percezione del mondo manifesto.
La condizione di sofferenza dell'uomo e la conseguente trasmigrazione dell'anima sono dunque causate da una errata percezione della realtà: entrando nel mondo fenomenico (Saṃsāra), lo sperimentatore dimentica la propria identità universale e si identifica invece con i suoi veicoli.
Per far comprendere meglio questo concetto, Shankara riporta più volte un esempio molto semplice: quello della brocca e dell'aria in essa contenuta. L'aria contenuta nella brocca è identica a quella al di fuori di essa; non c'è alcuna distinzione, così come non c'è differenza tra l'anima individuale e quella universale. È solo l'illusione o ignoranza metafisica, ciò che produce il senso dell'io (detto ahamkara) e della separatività; è solo la brocca d'argilla ciò che separa l'aria interna da quella esterna. Quando la brocca si infrange, l'aria che si trovava dentro si ricongiunge in modo indissolubile a quella fuori, realizzando il proprio stato primordiale di unità inscindibile, di completezza senza parti, di integrale coscienza di sé; l'aria nella brocca non diventa "parte" dell'aria esterna, ma diventa "uno" con la sua totalità, diventa la stessa aria presente al tempo stesso in ogni luogo. Così, quando la liberazione è ottenuta, l'idea di essere anime "individuate" lascia spazio alla coscienza allargata di non essere in nulla e per nulla differenti dal Brahman, ossia, di essere il Brahman stesso, di essere uno con Lui e con tutte le Sue manifestazioni, di essere uno con tutto e con tutti.
Un'altra metafora ripresa più volte nel corso dell'opera, è quella della corda che, per via di una percezione errata, viene scambiata per un serpente.

### I cinque involucri
Vengono inoltre descritte dettagliatamente le cinque "guaine" o "involucri" (detti Kosha) che velano la conoscenza dell'Ātman:
- involucro fatto di cibo (corpo grossolano)
- involucro fatto di energia vitale (parte del corpo sottile)
- involucro fatto di mente (parte del corpo sottile)
- involucro fatto di intelletto (parte del corpo sottile)
- involucro fatto di beatitudine (corpo causale o spirituale)